# 1873
1873 (MDCCCLXXIII) je bilo navadno leto, ki se je po gregorijanskem koledarju začelo na sredo, po 12 dni počasnejšem julijanskem koledarju pa na ponedeljek.

## Dogodki
- 14. oktober - izide prva številka Slovenca

## Rojstva
- 19. marec - Johann Baptist Joseph Maximilian Reger, nemški skladatelj († 1916)
- 29. marec - Tullio Levi-Civita, italijanski matematik († 1941)
- 1. maj - David Livingstone, škotski misijonar, zdravnik, raziskovalec Afrike, 1. maja najden mrtev (* 1813)
- 15. maj - Pavlo Petrovič Skoropadski, hetman Ukrajine  († 1945)
- 17. maj
  - Henri Barbusse, francoski pisatelj, novinar († 1935)
  - Dorothy Miller Richardson, angleška pisateljica († 1957)
- 26. maj - Arthur Robert Hinks, angleški astronom, geograf († 1945)
- 22. avgust - Aleksander Aleksandrovič Bogdanov, beloruski revolucionar, filozof in partijski ekonomist († 1928) (j.k. 10. avgust)
- 13. september - Constantin Carathéodory, grško-nemški matematik († 1950)
- 8. oktober - Ejnar Hertzsprung, danski astronom, kemik († 1967)
- 30. oktober - Francisco Indalecio Madero, mehiški državnik, predsednik Mehike († 1913)
- 4. november - George Edward Moore, angleški filozof († 1958)
- 20. november - William Weber Coblentz, ameriški fizik, astronom († 1962)

## Smrti
- 18. januar - Pierre Charles François Dupin, francoski matematik, inženir (* 1784)
- 18. april - Justus von Liebig, nemški kemik (* 1803)
- 8. maj - John Stuart Mill, angleški filozof (* 1806)
- 22. maj - Alessandro Manzoni, italijanski pesnik, pisatelj (* 1785)
- 22. maj - Per Georg Scheutz, švedski odvetnik, prevajalec, izumitelj, praračunalnikar (* 1785)
- 12. avgust - Janoš Kardoš, slovenski pisatelj, pesnik, prevajalec, politični vodnik na Madžarskem (* 1801)
- 31. avgust - Anton Lesar, slovenski prevajalec († 1824)
- 23. september - Jean Chacornac, francoski astronom (* 1823)
- 14. december - Jean Louis Rodolphe Agassiz, švicarsko ameriški zoolog, geolog (* 1807)